# Chambley-Bussières
Chambley-Bussières ist eine französische Gemeinde mit 732 Einwohnern (Stand: 1. Januar 2022) im Département Meurthe-et-Moselle in der Region Grand Est (bis 2015: Lothringen). Sie gehört zum Arrondissement Toul (bis 2022: Arrondissement Briey) und zum Kanton Jarny. Die Bewohner werden Chambleysiens und Chambleysiennes genannt.

## Geografie
Chambley-Bussières gehörte zur ehemaligen Provinz Trois-Évêchés und liegt etwa 45 Kilometer nordnordwestlich von Nancy und etwa 22 Kilometer westsüdwestlich von Metz im Regionalen Naturpark Lothringen. An der nordöstlichen Grenze verläuft das Flüsschen Gorze, hier jedoch völlig im Untergrund. Umgeben wird Chambley-Bassières von den Nachbargemeinden Puxieux und Tronville im Norden, Rezonville-Vionville im Nordosten, Gorze im Osten, Onville im Südosten, Waville und Saint-Julien-lès-Gorze im Süden, Hagéville im Südwesten sowie Xonville im Westen.

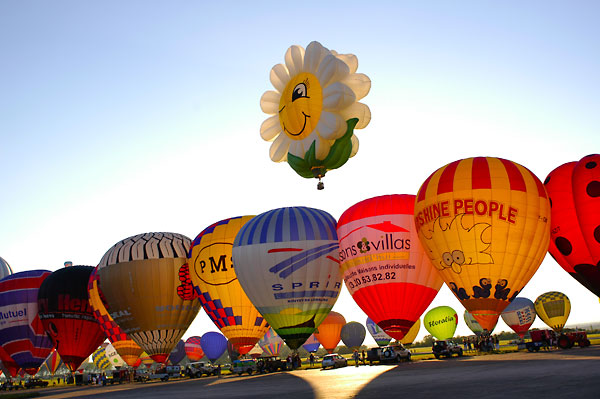
Veranstaltung Mondial Air Ballons

Größtenteils in der Nachbargemeinde Hagéville liegt der ehemalige NATO-Flugplatz Chambley-Bussières, welcher für Veranstaltungen, beispielsweise die Mondial Air Ballons, oder auch Motorsport genutzt wird.

## Bevölkerungsentwicklung
| Jahr                       | 1962 | 1968 | 1975 | 1982 | 1990 | 1999 | 2006 | 2019 |
| Einwohner                  | 554  | 540  | 477  | 466  | 418  | 428  | 445  | 706  |
| Quellen: Cassini und INSEE |      |      |      |      |      |      |      |      |

## Sehenswürdigkeiten
- Kirche Saint-Rémi, nach dem Ersten Weltkrieg neu errichtet
- Kirche La Nativité-de-la-Vierge in Bussières aus dem 15. Jahrhundert
- Schloss Les Harts, 1897 bis 1900 erbaut, 1915 zerstört und von 1919 bis 1923 wieder aufgebaut
- Schloss Chambley aus dem 15. Jahrhundert

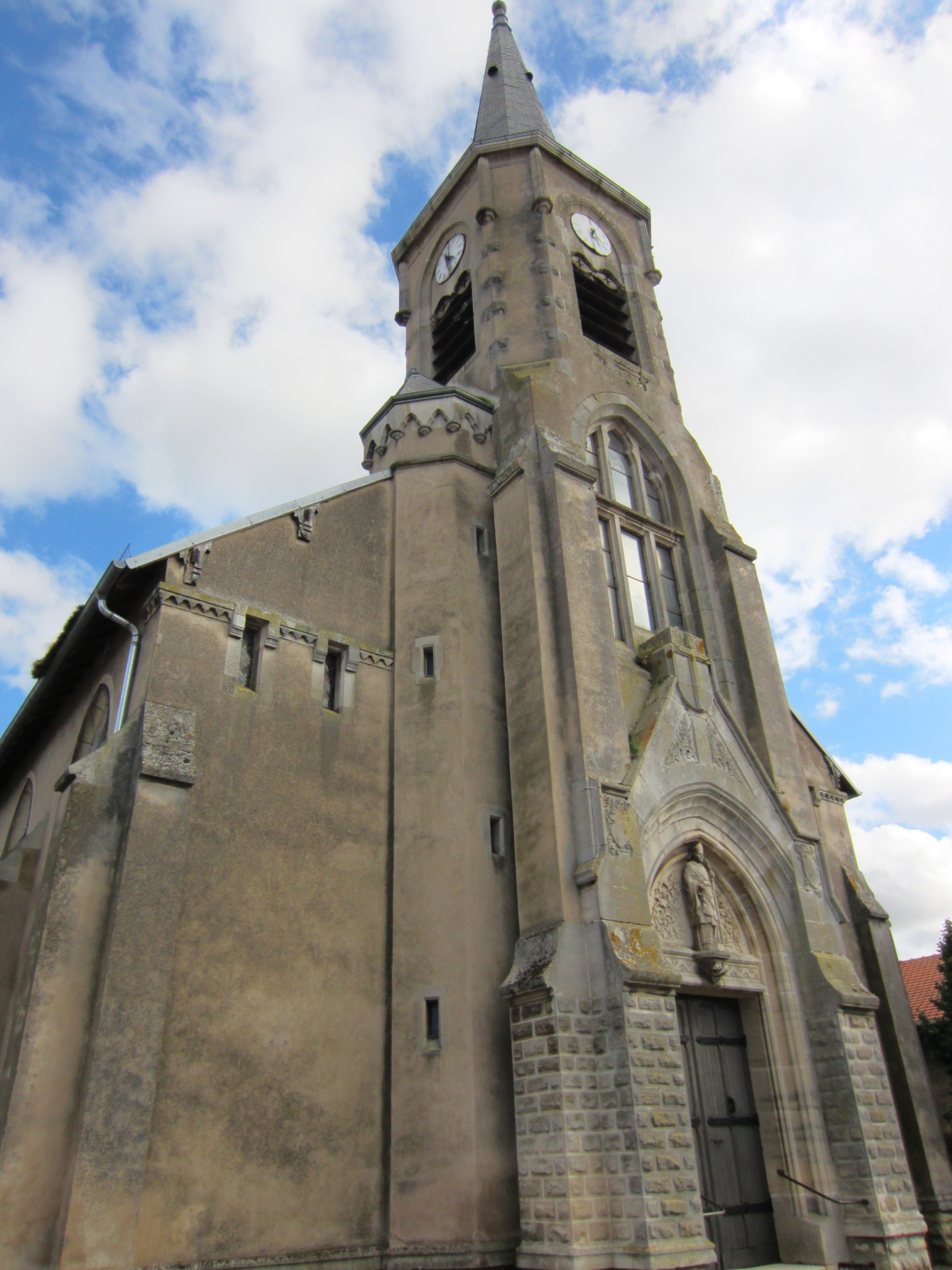
Kirche Saint-Rémi
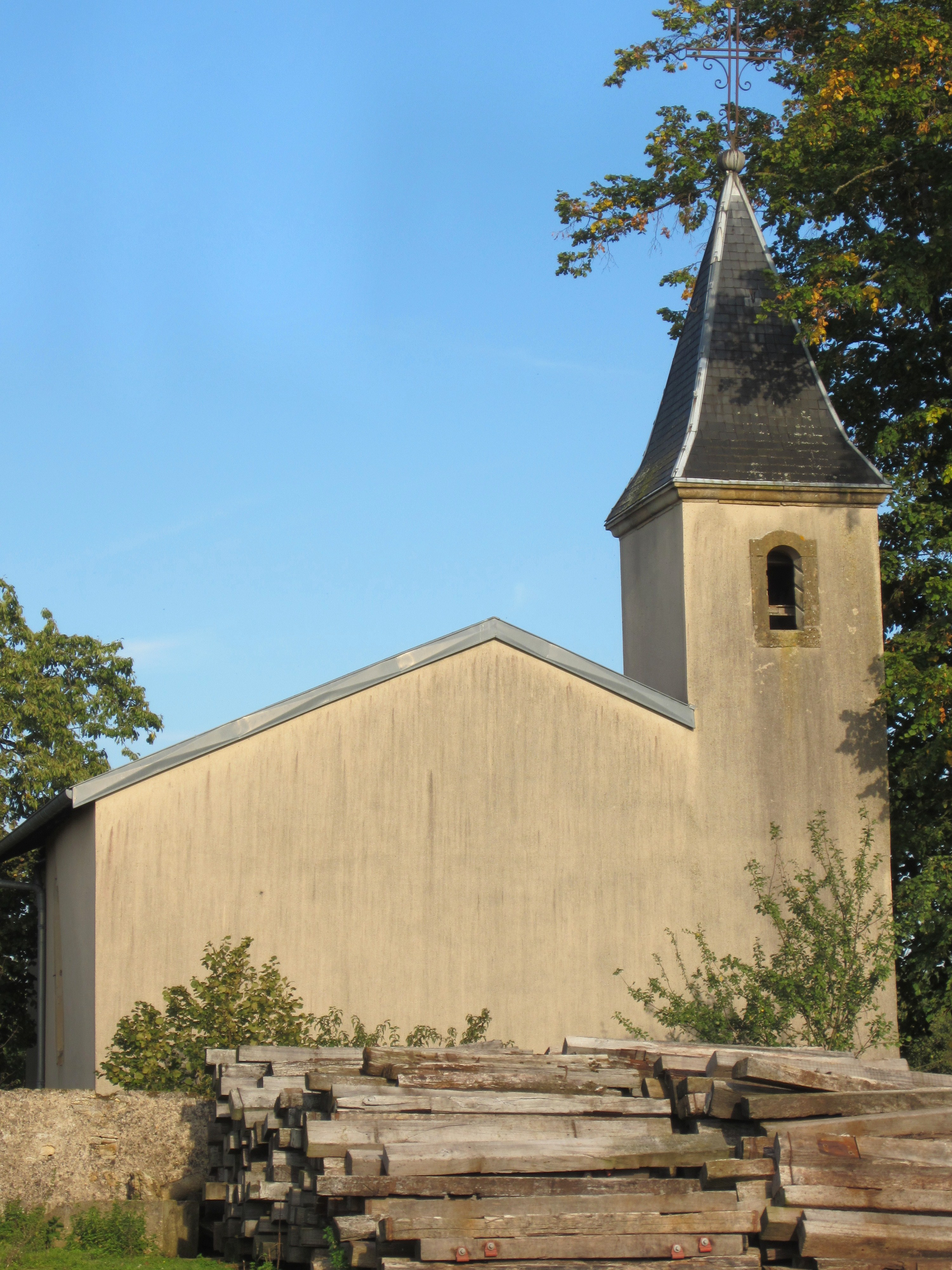
Kirche La Nativité-de-la-Vierge